# Salvia leucophylla
Salvia leucophylla ist eine Pflanzenart aus der Gattung Salbei (Salvia) innerhalb der Familie der Lippenblütler (Lamiaceae). Sie kommt nur im südwestlichen Kalifornien und angrenzenden Gebieten in Mexiko vor. Ihre Sorten werden dort auch als Zierpflanze verwendet.

## Beschreibung

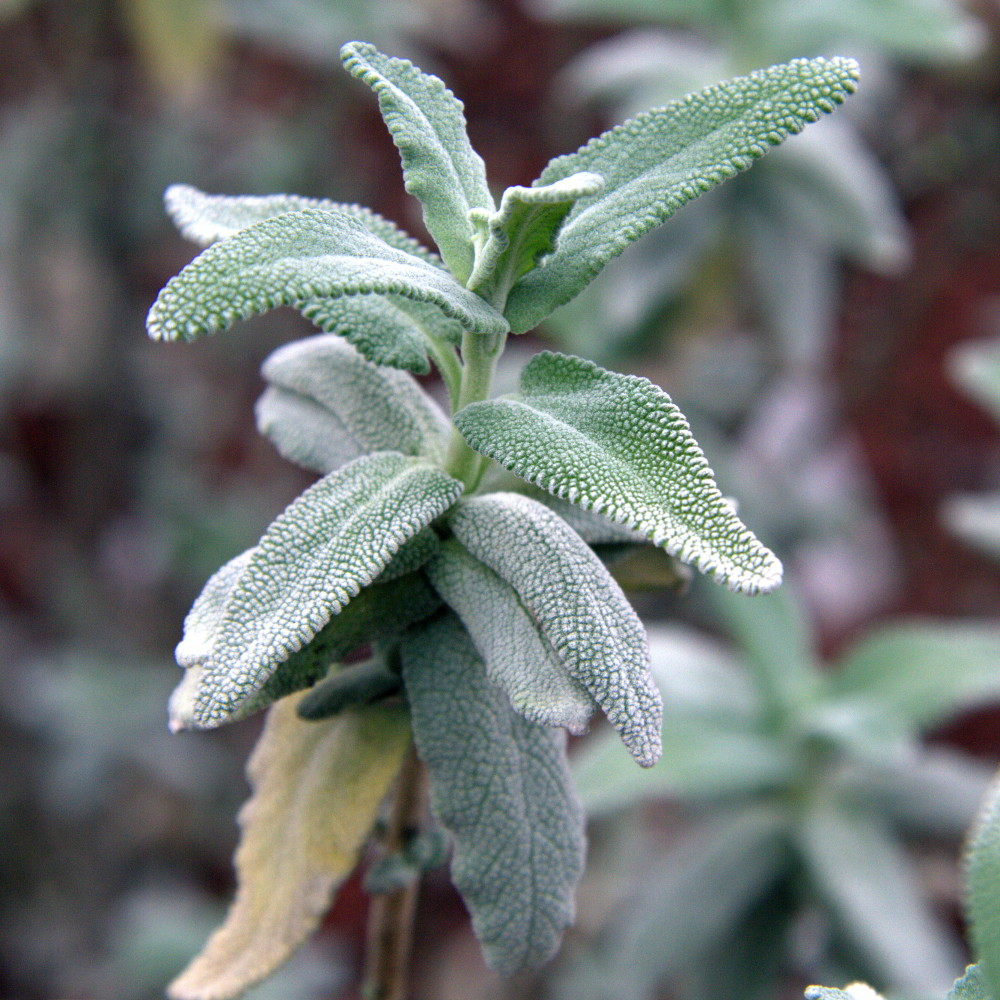
Sprossachse mit gegenständigen Laubblättern

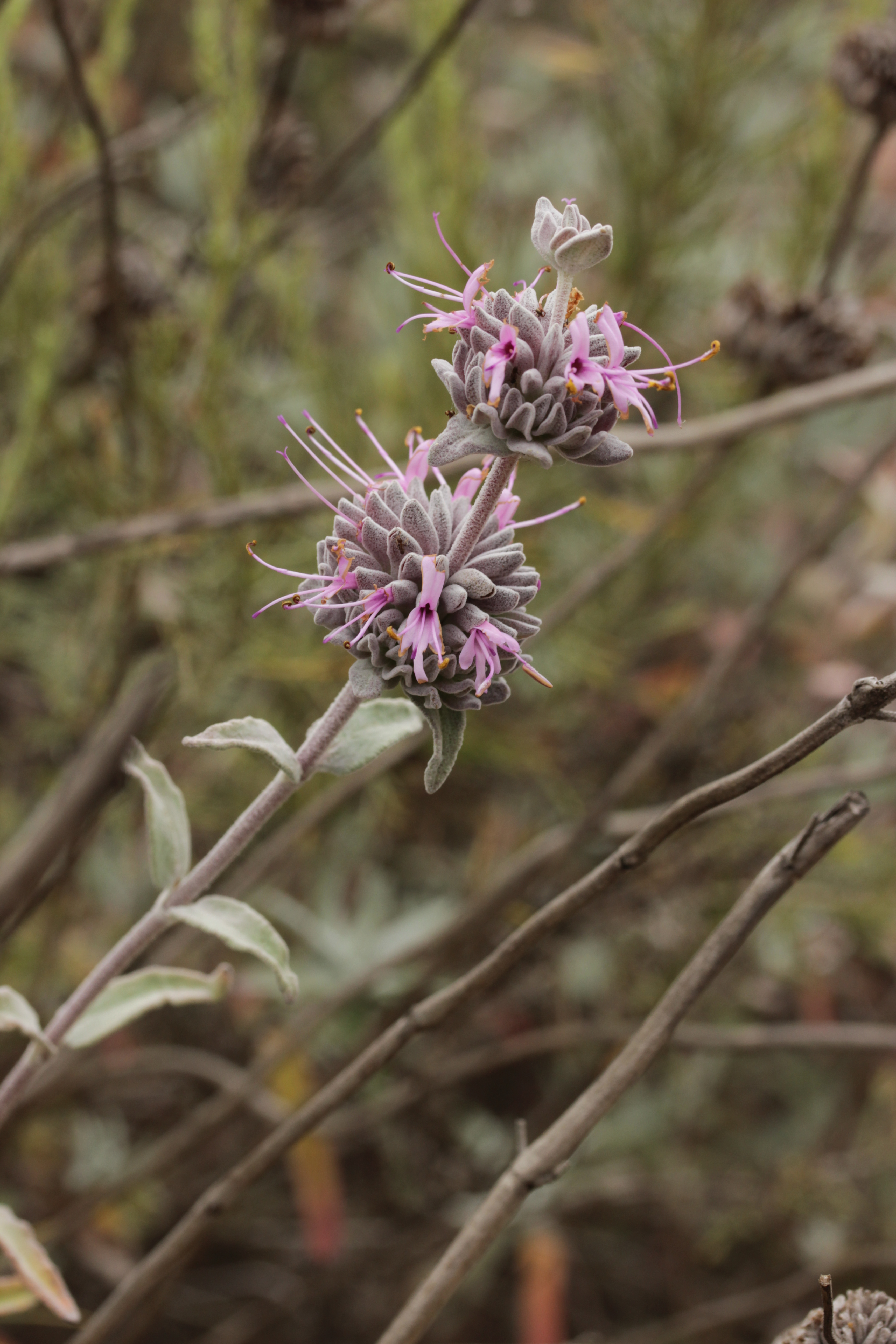
Blütenstand

### Vegetative Merkmale
Salvia leucophylla wächst als immergrüner, stark verzweigter, aromatischer Strauch, der mit niederliegenden bis aufrechten Sprossachsen Wuchshöhen von 1 bis 1,5 Metern erreicht. Die oberirdischen Pflanzenteile sind weißlich-grau filzig behaart.
Die gegenständig angeordneten Laubblätter sind in Blattstiel und Blattspreite gegliedert. Der Blattstiel ist relativ kurz. Die einfache Blattspreite ist bei einer Länge von 2 bis 8 Zentimetern länglich-lanzettlich mit mehr oder weniger gestutzter bis herzförmiger Spreitenbasis, stumpfem oder gerundetem oberen Ende, fein gekerbtem Blattrand und runzeliger Oberseite. Die Laubblätter sind im Frühling zunächst grün und färben sich im Laufe des Sommers aschgrau.

### Generative Merkmale
Am Naturstandort dauert die Blütezeit etwa einen Monat in der Zeit von April bis August. Der aufrechte Blütenstand ist eine unterbrochene Ähre mit drei bis fünf Scheinquirlen. Die Scheinquirle weisen einen Durchmesser von 1,5 bis 4 Zentimetern und enthalten viele Blüten. Die weiß-filzig behaarten und auf der Unterseite oft violett gefärbten Tragblätter sind bei einer Länge von 8 bis 15 Millimetern elliptisch oder länglich.
Die zwittrige Blüte ist zygomorph und fünfzählig mit einer doppelten Blütenhülle. Der 8 bis 12 Millimeter lange Blütenkelch ist etwas kapuzenförmig mit einer schräg unten zeigenden Öffnung mit kaum erkennbaren Kelchzähnen. Die fünf etwa 2 Zentimeter langen, rosa- bis lavendelfarbene Kronblätter sind zu einer 6 bis 13 Millimeter langen Kronröhre verwachsen, die in zwei ungleich geformten Kronlippen endet. Ihre relativ breite, 6 bis 8 Millimeter lange Oberlippe ist meist etwas zurückgebogen und ausgerandet. Die 4 bis 5 Millimeter lange Unterlippe hat einen länglichen, flachen Mittellappen und gut entwickelte Seitenlappen. Die Staubblätter und der Griffel ragen sehr weit aus der Blütenkrone heraus. Die Klausenfrüchte zerfallen vier Klausen. Die graubraunen, dunkel gesprenkelten Klausen sind bei einer Länge von 2 bis 3 Millimetern schmal-elliptisch.

### Chromosomensatz
Die Chromosomengrundzahl ist x = 15. Es liegt Diploidie vor, also 2n = 30.

## Ökologie
Die Blüten von Salvia leucophylla sind melittophil und werden von Honigbienen, Hummeln und anderen Wildbienen bestäubt. Manche Schmetterlinge durchbeißen die Blütenkrone von der Seite, um direkt an den Nektar zu gelangen („Nektarraub“).

## Vorkommen
Salvia leucophylla wächst endemisch im südwestlichen Kalifornien in einem Gebiet, das sich entlang der zentralen Küste der San Francisco Bay Area südwärts an der Küste über das Kalifornischen Küstengebirge und die Transverse Ranges bis in den Norden des mexikanischen Bundesstaats Baja California erstreckt.
Salvia leucophylla besiedelt Meeresklippen und trockene, offene Hänge an vollsonnigen Standorten bis in Höhenlagen von 1250 Metern. Salvia leucophylla befindet sich oft in Nachbarschaft zum Kalifornischen Salbei und Weißen Salbei.

## Verwendung
In Kalifornien wird Salvia leucophylla als robuste, trockenheitstolerante Zierpflanze, als Bienentrachtpflanze und Erosionsschutz in naturnahen Landschaftsgärten verwendet, beispielsweise zusammen mit anderen kalifornischen Salbeiarten wie Salvia clevelandii oder mit dem Westlichen Judasbaum (Cercis occidentalis) und Limonaden-Sumach (Rhus integrifolia). Salvia leucophylla gedeiht am besten in durchlässigen, humusarmen, mageren, kiesigen Böden und an vollsonnigen Standorten. Es gibt einige Sorten und Hybriden, beispielsweise ‚Amethyst Bluff‘ (bis 1,8 m hoch, dunkelrosa Blüte), ‚Point Sal Spreader‘ (bodendeckend), ‚Bee's Bliss‘ (bodendeckend, größere, lavendelfarbene Blüte), eine Hybride aus Salvia leucophylla × Salvia sonomensis, und ‚Desperado‘ (bis 3 m hoch, größere, dichte Blütenstände), eine Hybride aus Salvia leucophylla × Salvia apiana. Für das feuchtkalte Klima Mitteleuropas ist Salvia leucophylla dagegen weniger geeignet – trotz der relativ guten Winterhärte bis −9 °C (Zone 8b). Sie leidet in Mitteleuropa an zu hoher Feuchtigkeit und müsste zumindest trocken überwintert werden.

## Systematik
Die Erstbeschreibung von Salvia leucophylla erfolgte 1892 durch den US-amerikanischen Botaniker und Theologen Edward Lee Greene in Pittonia, Band 2, S. 236 auf Basis von Audibertia nivea Benth. (1833). Der ältere Pflanzenname wurde damit zum homotypischen Synonym. Der artspezifischen Namensteil leucophylla bedeutet „aschgraublättrig, fahlblättrig“.
Salvia leucophylla wird der Salvia-Untergattung Audibertia zugeordnet. Diese Untergattung enthält etwa 20 in Nordamerika beheimateten Arten, mit dem Zentrum der Artenvielfalt in der Wüste des Großen Beckens.